# Linda Maxson
Linda Ellen Resnick Maxson (* 24. April 1942 in New York City) ist eine US-amerikanische Biologin. Ihre Forschungsschwerpunkte sind die Herpetologie, die Genetik und die Evolution.

## Leben
Maxson ist die Tochter von Albert und Ruth Resnick, geborene Rosenfeld. 1964 erlangte sie den Bachelor of Science an der San Diego State University. Im Juni desselben Jahres heiratete sie Richard Dey Maxson. Aus dieser Ehe ging ein Sohn hervor. 1966 graduierte sie zum Master of Arts an der University of California, Berkeley. Von 1966 bis 1968 war sie Referentin für Biologie an der San Diego State University. Von 1968 bis 1969 war sie Lehrerin für naturwissenschaftliche Fächer am San Diego Unified School District. 1973 wurde sie mit der Dissertation A molecular approach to the study of hylid evolution an der University of California, Berkeley und an der San Diego State University zum Ph.D. in Biologie promoviert. 1974 war sie Referentin für Biochemie an der University of California, Berkeley. Im selben Jahr wurde sie Fakultätsmitglied an der University of Illinois at Urbana-Champaign, wo sie bis 1988 tätig war. 1979 wurde sie außerordentliche Professorin an den Abteilungen für Genetik und Entwicklung sowie Ökologie, Ethologie und Evolution. Im selben Jahr wurde sie Leiterin des biologischen Programms der University of Illinois at Urbana-Champaign. Von 1976 bis 1978 und von 1979 bis 1984 erhielt sie Zuwendungen von der National Science Foundation. Von 1978 bis 1979 und ab 1980 wurde sie von der Smithsonian Institution unterstützt. 1997 wurde Maxson zur Dekanin am College of Liberal Arts der Iowa State University ernannt. 2012 ging sie als emeritierte Dekanin in den Ruhestand.
1982 veröffentlichte Maxson gemeinsam mit William Ronald Heyer und Charles Hines Daugherty eine Revision der Gattung Crinia in der Familie der Australischen Südfrösche (Myobatrachidae), in der die Gattung Ranidella mit der Gattung Crinia synonymisiert wurde.  1997 beschrieb sie gemeinsam mit Dale Roberts, Pierre Horwitz, Grant Wardell-Johnson und Michael Joseph Mahony die Froschlurchart Spicospina flammocaerulea, die zur Familie der Australischen Südfrösche gehört.